# Forêt du Massacre
La forêt du Massacre est située dans le département du Jura ; elle est située dans le Parc naturel régional du Haut-Jura. Elle s'étend sur plusieurs forêts communales ou privées d'un certain nombre de communes. Son point culminant est le crêt Pela qui avec une hauteur de 1 495 m en fait l'un des plus hauts massifs du Jura, ainsi que la forêt la plus haute de Franche-Comté. Elle est constituée, comme beaucoup de forêts de ce département, de résineux, particulièrement d'épicéas.

## Géographie
À l'est de Saint-Claude d'un côté et à environ 8  à   10 km de la frontière suisse de l'autre, la forêt du Massacre s'étend sur les communes de Lajoux (département du Jura), Mijoux, Prémanon, Septmoncel les Molunes et Lamoura.
La forêt est bordée à l'est par la vallée de la Valserine et, à l'ouest, par la combe du lac.

## Historique
La forêt du Massacre, autrefois appelée forêt de La Frasse, a changé de nom au cours du XVIe siècle pour des raisons historiques.
Elle est appelée « du Massacre » dès 1535, après un affrontement qui oppose 600 mercenaires italiens, commandés par Renzo de Céry et envoyés par François Ier, à des armées du duc de Savoie Charles III, commandées par le Baron de la Sara. Les mercenaires italiens sont envoyés secourir la ville de Genève, qui est alors assiégée par les Savoyards et a demandé de l'aide au roi de France. Cependant, après avoir été stoppés au col de la Faucille, ils sont repoussés dans la vallée de la Valserine, puis dispersés et anéantis dans cette forêt par les Savoyards.
Deux autres batailles s'y étaient déroulées un an auparavant, opposant déjà les armées de François Ier et les armées savoyardes dans les plaines autour de Gex. Lors de ces deux batailles, les troupes du roi de France avaient également été défaites.
Les habitants du Jura, témoins de ces terribles tragédies (et n'étant pas partie prenante à ces batailles car la Franche-Comté n'était pas encore française à l'époque, mais relevait du Saint-Empire), ont donc renommé cette forêt « de La Frasse » en forêt « du Massacre ». On peut toutefois noter que peu d'auteurs ont employé ce nom avant le XVIIIe siècle.

## Sylviculture
La forêt du Massacre est une forêt caractérisée par des épicéas à accroissements très fins, dépassant parfois cinquante mètres de haut, souvent columnaires (voir ci-dessous : Flore).
Le massif est traité en futaie jardinée. Ce mode de gestion forestière, appliqué actuellement, est favorable aux Tétraonidés présents sur le massif (Grand Tétras et gélinotte des bois).

## Protection de la nature
Le site est classé Natura 2000 (zone spéciale de conservation) depuis 2009.

### Flore
L'essence dominante du massif est l'épicéa qui occupe plus de 90 % de la forêt. Ici, cette essence forestière est exceptionnelle : parfaitement adaptés aux rigueurs des longs hivers, les arbres atteignent de très grandes tailles pour l'espèce ; les branches, resserrées contre le tronc sous le poids important de la neige, donnent aux arbres une forme de fuseau, appelée « columnaire ». Le milieu calcaire particulier caractérise cette forêt en une pessière sur lapiaz où la croissance est d'autant plus réduite. Le sapin atteint ici la limite supérieure de son aire. Le hêtre devient de plus en plus envahissant et gêne la croissance des jeunes épicéas. Dans une moindre mesure, l'érable est également présent. On rencontre aussi de nombreuses autres espèces arbustives, telles que le sorbier, le saule ou le chèvrefeuille.
Au sol, se développent des espèces acidophiles telles l'airelle et différents types de mousses. On voit aussi, par endroits, des formations végétales de hautes herbes : les mégaphorbiaies. Le massif renferme en outre plusieurs espèces d'orchidées ainsi que le lis martagon.

### Faune
La forêt du Massacre abrite une diversité faunistique remarquable. En ce qui concerne les oiseaux, on peut rencontrer deux espèces de chouettes nicheuses : la chouette de Tengmalm et la chevêchette d'Europe, mais également diverses autres espèces telles que le pic noir, l'alouette lulu ou la bondrée apivore. Pour ce qui concerne le Grand Tétras et la gélinotte des bois, ils ont malheureusement vu leurs populations se restreindre du fait de la forte activité humaine sur le massif, aussi bien en hiver qu'en été. La mise en place d'un arrêté de protection de biotope « Grand Tétras » depuis 1992, permet de régulariser les pratiques humaines sur le massif, ce qui favorise les deux espèces de Tétraonidés.
Les mammifères sont représentés par le lynx, maintenant bien installé, mais également par le cerf, devenu « envahissant », alors que le chevreuil, lui, se raréfie. Le sanglier, le chamois et le lièvre sont également présents.
En 2017, il est expérimenté un « weekend de quiétude » fin avril, sans aucune activité humaine, pour permettre à la nature de « souffler ».

## Activités
Les villages situés sur la Station des Rousses et les Hautes Combes du Jura (territoire Haut-Jura Saint-Claude) offrent de nombreuses activités hivernales, (ski alpin, ski de fond, raquettes…) et estivales (VTT, randonnée…). La traversée du Massacre est une course de ski de fond réputée organisée annuellement ; elle se tient début mars. L'engouement des sports de pleine nature, le besoin de se ressourcer, associé au calme apaisant de la forêt, en font un des massifs les plus fréquentés du Jura. On y trouve en particulier de nombreux chalets d'accueil et parcours balisés. Ces facteurs et d'autres, telles les pratiques sylvicoles, en font une forêt fréquentée toute l'année.

## Particularités
La forêt du Massacre a été, sans doute depuis longtemps, utilisée pour ses bois de haute qualité. Les conditions extrêmes de croissance, liées à la rigueur climatique et à la pauvreté des sols, limitent considérablement la durée de la saison de végétation, donc l'accroissement annuel du diamètre des arbres. Ces circonstances donnent au bois d'épicéa un grain très fin qui offre aux luthiers les meilleurs bois de résonance pour la fabrication d'instruments de musique, violons en particulier. Il est à noter que le célèbre stradivarius est en épicéa de résonance mais ne provenant bien sûr pas du Jura.
La rareté et la particularité des « pessières sur lapiaz » en font des milieux exceptionnels.
La forêt du Massacre renferme un arbre rare : l'épicéa muté, sa partie basse est celle d’un épicéa normal, sa partie haute celle d’un épicéa columnaire.

## Sources
- Histoire du Massacre
- Document d'objectif Natura2000, Forêt du Massacre (PDF)
- Natura2000 (PDF)